# Southampton International Airport

i7
```
   
i7.2
```

i11
i13
Der Southampton Airport (IATA-Code: SOU, ICAO-Code: EGHI) ist der internationale Verkehrsflughafen von Southampton im Süden Englands. Mit 1,9 Millionen Passagieren im Jahr 2016 ist er auf Platz 17 der größten Flughafen des Vereinigten Königreichs.

## Geschichte
Bereits 1910 hat Edwin Moon auf dem Gelände des heutigen Flughafens erste Versuche seines Eindeckers unternommen.
1936 startete von der hier vorübergehend ansässigen Royal-Air-Force-Basis der erste Flug einer Supermarine Spitfire.

## Lage und Verkehrsanbindung
Der Flughafen liegt in Eastleigh nordöstlich von Southampton zwischen den Autobahnen M3 und M27.
Vom angeschlossenen Bahnhof besteht eine Direktverbindung nach London Waterloo.

## Fluggesellschaften und Ziele
Southampton verfügt über Verbindungen zu mehreren nationalen und europäischen Städte- und Urlaubsdestinationen, darunter Paris, Manchester, Amsterdam, Glasgow und Palma. Des Weiteren gibt es von hier Verbindungen nach Alderney, Guernsey, Jersey und die Isle of Man.